# Seajets
La Seajets è una compagnia di navigazione greca, operativa nel trasporto di merci e passeggeri nel mar Egeo.

## Storia
Seajets è stata fondata nel 1989 al Pireo da Panagiotis e Marios Iliopoulos. Inizialmente attiva nel settore del trasporto marittimo, nel 2002 ha avviato ufficialmente il servizio passeggeri, diventando oggi uno dei principali operatori di traghetti ad alta velocità nel mar Egeo.
Nel corso degli anni, Seajets ha ampliato significativamente la sua flotta e le sue rotte. Attualmente, opera una rete che collega 50 porti e offre oltre 400 connessioni tra le isole greche, tra cui le Cicladi, Creta, le Sporadi e il Nord Egeo. La compagnia è stata riconosciuta per la sua eccellenza nel settore, ricevendo il premio "Passenger Line of the Year" ai Lloyd's List Greek Shipping Awards nel 2018.
La compagnia si impegna attivamente nel supportare le comunità locali delle isole greche, contribuendo all'estensione della stagione turistica e promuovendo il turismo greco. Inoltre, essa sostiene iniziative nei settori dell'istruzione, dello sport, della cultura e dell'ambiente, riflettendo una visione orientata al benessere sociale e alla sostenibilità.
Seajets gestisce la più grande flotta di traghetti ad alta velocità nell'Egeo, composta da 30 navi veloci, 6 traghetti convenzionali e 4 navi da crociera. Tra le navi più note vi sono la World Champion Jet, la Tera Jet e le Champion Jet. Queste imbarcazioni sono progettate per offrire comfort, velocità e sicurezza, con servizi a bordo come Wi-Fi, caffetterie e cabine per animali domestici.
Nel 2020, Seajets ha intrapreso un'espansione nel settore delle crociere, acquisendo diverse navi da crociera, tra cui l'ex Costa Magica, ribattezzata Goddess of the Night. Quest'iniziativa ha portato alla creazione del marchio Neonyx Cruises, che mira a offrire crociere per soli adulti nel Mediterraneo. Tuttavia, il lancio ufficiale è stato posticipato al 2025 a causa di ritardi nei lavori di ristrutturazione e problemi di sicurezza.

## Flotta
| Tipo       | Unità                | Stazza (t.s.l.) | Lunghezza (m) | Passeggeri | Capacità di carico  | Velocità in nodi | Anno di costruzione | Note                                |
| ---------- | -------------------- | --------------- | ------------- | ---------- | ------------------- | ---------------- | ------------------- | ----------------------------------- |
| Catamarano | Super Jet            | 499             | 42            | 400        | /                   | 40               | 1995                |                                     |
| Catamarano | Mega Jet             | 3.989           | 78,33         | 600        | 150 auto            | 36               | 1995                |                                     |
| HSC Ferry  | Tera Jet             | 11.347          | 145,60        | 1800       | 460 auto o 350 m.l. | 42               | 1999                |                                     |
| Catamarano | Champion Jet 1       | 5.007           | 86,62         | 800        | 200 auto            | 40               | 1997                |                                     |
| Catamarano | Champion Jet 2       | 5.007           | 86,62         | 800        | 200 auto            | 40               | 1996                |                                     |
| Catamarano | Champion Jet 3       | 5.007           | 86,62         | 800        | 200 auto            | 40               | 1997                |                                     |
| HSC Ferry  | Paros Jet            | 3.010           | 103           | 580        | 150 auto            | 36               | 1996                | ex Corsica Express Seconda          |
| Catamarano | Naxos Jet            | 3.003           | 73,60         | 450        | 88 auto             | 36               | 1992                |                                     |
| Catamarano | Andros Jet           | 2.695           | 59,90         | 450        | 94 auto             | 34               | 1997                |                                     |
| Traghetto  | Aqua Blue            | 5.553           | 137,01        | 1300       | 400 auto            | 21,5             | 1975                |                                     |
| Traghetto  | Aqua Jewel           | 3.984           | 108,80        | 795        | 155 auto            | 19,5             | 2002                |                                     |
| Catamarano | Power Jet            | 5.541           | 82,30         | 600        | 175 auto            | 37,5             | 1996                |                                     |
| Catamarano | World Champion Jet   | 6.402           | 86,60         | 1055       | 215 auto            | 50               | 2000                |                                     |
| Traghetto  | Sporades Star        | 4.649           | 114,50        | 1000       | 160 auto            | 21,8             | 1975                | ex Moby Love di Moby Lines          |
| Traghetto  | Superstar            | 8.789           | 118,01        | 2400       | 271 auto o 380 m.l. | 22               | 1974                |                                     |
| Catamarano | Supercat Jet         | 636             | 45            | 402        | /                   | 40               | 2000                |                                     |
| Catamarano | SuperRunner Jet      | 4.464           | 100           | 782        | 175 auto            | 38               | 1999                |                                     |
| Catamarano | Speed Jet            | 5.307           | 82,30         | 650        | 156 auto            | 36               | 1996                |                                     |
| Catamarano | SpeedRunner Jet      | 4.465           | 100           | 782        | 175 auto            | 38               | 1999                |                                     |
| Catamarano | SuperRunner Jet II   | 5.632           | 112,50        | 700        | 140 auto            | 35               | 1999                |                                     |
| Traghetto  | Superstar II         | 19.763          | 137           | 1720       | 370 auto            | 17,5             | 1985                |                                     |
| Catamarano | Express Jet          | 908             | 52,40         | 386        | /                   | 34               | 1999                |                                     |
| Catamarano | Superjet 2           | 499             | 42            | 400        | /                   | 39               | 1998                |                                     |
| Catamarano | Elite Jet            | 4.113           | 80,61         | 670        | 148 auto            | 37               | 1996                |                                     |
| Catamarano | SpeedRunner Jet 2    | 4.662           | 100           | 782        | 175 auto            | 38               | 1997                |                                     |
| Catamarano | Eurochampion Jet     | 10.841          | 112,60        | 800        | 355 auto o 450 m.l. | 40               | 2007                |                                     |
| Catamarano | Olympic Champion Jet | 4.913           | 85            | 809        | 154 auto            | 37               | 2005                | Noleggiato da Grimaldi Minoan Lines |
| Traghetto  | Iolkos               | 1.996           | 77,87         | 1410       | 250 auto            | 19               | 1996                |                                     |
| Catamarano | Jumbo Jet            | 6.133           | 87,85         | 1200       | 225 auto            | 37,4             | 2007                |                                     |
| Catamarano | Jumbo Jet 2          | 6.133           | 87,85         | 1200       | 225 auto            | 37,4             | 2007                |                                     |
| Catamarano | Max                  | 5.617           | 91,30         | 900        | 240 auto            | 44               | 1998                |                                     |

## Flotta della Neonyx Cruises
| Tipo             | Unità                 | Stazza (t.s.l.) | Passeggeri | Anno di costruzione | Note                                       |
| ---------------- | --------------------- | --------------- | ---------- | ------------------- | ------------------------------------------ |
| Nave da crociera | Goddess of the Night  | 102.587         | 2700       | 2004                | ex Costa Magica per Costa Crociere         |
| Nave da crociera | Queen of the Oceans   | 77.499          | 2016       | 2000                | ex Oceana per P&O Cruises                  |
| Nave da crociera | Aegean Majesty        | 55.451          | 1266       | 1996                | ex Veendam per Holland America Line        |
| Nave da crociera | Majesty of the Oceans | 73.941          | 2767       | 1992                | ex Majesty of the Seas per Royal Caribbean |